# Paradiso Amsterdam 1970
Paradiso Amsterdam 1970 ist ein Jazzalbum von Sun Ra and His Intergalactic Research Arkestra. Die am 18. November 1970 im Paradiso, Amsterdam, entstandenen Aufnahmen erschienen am 23. November 2023 auf dem Label des Nederlands Jazz Archief.

## Hintergrund
Am 18. November 1970 traten Sun Ra und sein Orchester in der ehemaligen Kirche Paradiso in Amsterdam auf; der Jazzmusiker Hans Dulfer organisierte damals regelmäßig Jazzabende in dem Amsterdamer Jugendzentrum und stand hinter Sun Ra, der bis dahin noch nicht in den Niederlanden aufgetreten war. Das Publikum wusste zu Beginn des Abends nicht, was es musikalisch und visuell erwartete, eine Art totales Theater mit Sun Ra und seinem Intergalactic Research Arkestra, bestehend aus 19 Musikern, Tänzern und einem Feuerschlucker, die sich nicht nur auf der Bühne bewegten, sondern auch durch den Saal jagten. Das Konzert erhielt sehr gute Kritiken in den Tageszeitungen und wurde für die Ausstrahlung im NOS-Rundfunk aufgezeichnet. Die Aufnahmen galten lange Zeit als verschollen und wurden in den frühen 2020er-Jahren für diese Veröffentlichung wiederhergestellt, restauriert und gemastert.
Die Aufnahmen entstanden während des zweiten Aufenthalts des Sun Ra Arkestra in Europa, als auch die Alben Live in London und It’s After the End of the World: Live at the Donaueschingen and Berlin Festivals aufgenommen wurden.

## Titelliste
- Sun Ra and His Intergalactic Research Arkestra: Paradiso Amsterdam 1970 (Nederlands Jazz Archief NJA 2302)[4]

1. Space Is the Place	11:03
2. Love in Outer Space	11:07
3. The Second Stop Is Jupiter	2:16
4. Theme from the Stargazers	0:44
5. The Solar-Moog Approach	8:51
6. Paradiso Improviso #1	9:42
7. Walking on the Moon	7:45
8. Watusa	0:53
9. Friendly Galaxy #2	6:49
10. Enlightment	(Hobart Dotson, Sun Ra) 3:07
11. It’s After the End of the World	1:19
12. We Travel the Spaceways	4:03
13. Paradiso Outro	13:31

Wenn nicht anders vermerkt, stammen die Kompositionen von Sun Ra.

## Rezeption
Die Veröffentlichung sei beeindruckend, hieß es in der Volkskrant, und sie klinge grandios. „Jede Minute ist überraschend, aufregend oder mitreißend.“
Der Ton sei hervorragend, und die Atmosphäre des Abends werde gut eingefangen. Die Gruppe würde sich mühelos von Genre zu Genre bewegen und fröhlich improvisieren, was auch zu neuer Musik führe, wie zum Beispiel dem wunderschönen „Paradiso Improviso #1“. Der erste Teil der Aufnahmen sei eher experimenteller Natur und entwickle sich langsam zu erkennbareren Rhythmen und Strukturen, wie etwa bei den aufregenden Stücken „Walking on the Moon“ und „Watusa“. Das abschließende „Paradiso Outro“ zeige Sun Ra und sein Arkestra dann noch einmal in seiner ganzen Einzigartigkeit und Individualität.